# Coupe du Portugal de football 2022-2023
Navigation
Coupe du Portugal 2021-2022 Coupe du Portugal 2023-2024
La Coupe du Portugal de football 2022-2023 ou Taça de Portugal 2022-2023 en portugais, est la 83e édition de la Coupe du Portugal de football.
La compétition débute avec les matches du premier tour le 9 septembre 2022 et se termine avec la finale le 4 juin 2023 au Stade national du Jamor à Oeiras.
Le vainqueur se qualifie pour la phase de groupes de la Ligue Europa 2023-2024.

## Format
Au total, 152 équipes s'affronteront dans la Coupe du Portugal 2022-2023 : 

- 18 équipes de Liga Portugal Bwin
- 16 équipes de Liga Portugal 2 SABSEG
- 21 équipes de Liga 3
- 54 équipes du Campeonato de Portugal
- 43 équipes des Ligues de districts de football du Portugal

Note : les équipes "B" ne participent pas à la Coupe du Portugal.
| Tour                       | Clubs restants | Clubs impliqués | Vainqueur du tour précédent | Nouvelles entrées dans ce tour | Ligues entrantes dans ce tour                                                                                            |
| -------------------------- | -------------- | --------------- | --------------------------- | ------------------------------ | --- |
| Premier Tour               | 152            | 84+34           | aucun                       | 118                            | Liga 3 (3e) : 21 clubs Campeonato de Portugal (4e) : 54 clubs Ligues de districts de football du Portugal (5e): 43 clubs |
| Deuxième Tour              | 110            | 92              | 42+34                       | 16                             | Liga Portugal 2 SABSEG (2e) : 16 clubs                                                                                   |
| Trente-deuxièmes de finale | 64             | 64              | 46                          | 18                             | Liga Portugal Bwin (1re) : 18 clubs                                                                                      |
| Seizièmes de finale        | 32             | 32              | 32                          | aucun                          | aucun |
| Huitièmes de finale        | 16             | 16              | 16                          | aucun                          | aucun |
| Quarts de finale           | 8              | 8               | 8                           | aucun                          | aucun |
| Demi-finales               | 4              | 4               | 4                           | aucun                          | aucun |
| Finale                     | 2              | 2               | 2                           | aucun                          | aucun |

## Équipes
| - FC Arouca - SL Benfica - Boavista FC - SC Braga - Casa Pia AC - GD Chaves - GD Estoril-Praia - FC Famalicão - Gil Vicente FC | - CS Marítimo - FC Paços de Ferreira - FC Porto - Portimonense SC - Rio Ave FC - CD Santa Clara - Sporting CP - Vitória de Guimarães - FC Vizela |

| - Académico de Viseu Futebol Clube - Belenenses SAD - CF Estrela da Amadora - SC Farense - CD Feirense - Leixões Sport Club - Clube Desportivo de Mafra - Moreirense FC | - CD Nacional - UD Oliveirense - Futebol Clube de Penafiel - Sporting Clube da Covilhã - CD Tondela - Sport Clube União Torreense - CD Trofense - UD Vilafranquense |

| \| Groupe A - Anadia FC - CF Canelas 2010 - AD Fafe - FC Felgueiras - Vilaverdense FC - C.D.C Montalegre - USC Paredes - AD Sanjoanense - SC São João de Ver - Varzim SC \| Groupe B - Associação Académica de Coimbra - FC Alverca - Amora FC - CF Os Belenenses - Caldas SC - GD Fontinhas - LGC Moncarapachense - Oliveira do Hospital - Real SC - UD Leiria - Vitoria Sétubal \| | |
| Groupe A - Anadia FC - CF Canelas 2010 - AD Fafe - FC Felgueiras - Vilaverdense FC - C.D.C Montalegre - USC Paredes - AD Sanjoanense - SC São João de Ver - Varzim SC | Groupe B - Associação Académica de Coimbra - FC Alverca - Amora FC - CF Os Belenenses - Caldas SC - GD Fontinhas - LGC Moncarapachense - Oliveira do Hospital - Real SC - UD Leiria - Vitoria Sétubal |

Campeonato de Portugal
| Série A - Amarante FC - GD Bragança - Brito SC - Dumiense FC - SC Maria da Fonte - Merelinense FC - Monção - Pevidém SC - AR São Martinho - FC Tirsense - SC Vianense - AC Vila Meã - GD Vilar de Perdizes | Série B - FC Alpendorada - SC Beira-Mar - AD Camacha - AR Castro Daire - Gondomar SC - Guarda Desportiva FC - Leça Futebol Clube - Lusitânia FC - AD Machico - Rebordosa AC - GD Resende - SC Salgueiros - Valadares Gaia FC | Série C - SU 1º Dezembro - CD Alcains - Sport Arronches e Benfica - Sport Benfica e Castelo Branco - GD Coruchense - GS Loures - AC Marinhense - Mortágua FC - CA Pêro Pinheiro - Rio Maior SC - Sertanense FC - SU Sintrense - UD Serra - União de Santarém | Série D - SC Angrense - Atlético Clube de Portugal - CF Esperança de Lagos - GD Fabril - FC Ferreiras - Imortal DC - Juventude Sport Clube - Lusitano GC - SC Olhanense - Oriental Dragon FC - SC Praiense - CD Rabo de Peixe - FC Serpa - CF Vasco da Gama Vidigueira |

### Ligues de districts de football du Portugal
| Algarve FA - Culatrense - Silves Angra do Heroísmo FA - Lajense - Lusitânia Aveiro FA - Águeda - Paivense Beja FA - Castrense - Moura Braga FA - Joane - Santa Eulália Bragança FA - Rebordelo - Vinhais | Castelo Branco FA - Águias do Moradal - Pedrógão de São Pedro Coimbra FA - Os Marialvas - Vigor da Mocidade Évora FA - Atlético Reguengos - Monte do Trigo Guarda FA - Mêda - Vila Cortez Horta FA - Madalena Leiria FA - Pombal - Portomosense | Lisbon FA - Olivais e Moscavide - Oriental Madeira FA - 1º de Maio - Ribeira Brava Ponta Delgada FA - São Roque - Vasco da Gama Ponta Delgada Portalegre FA - Mosteirense - Os Gavionenses Porto FA - Freamunde - Vila Caíz | Santarém FA - Fazendense - União Tomar Setúbal FA - Comércio e Indústria - Olímpico Montijo Viana do Castelo FA - Atlético dos Arcos - Courense Vila Real FA - Mondinense - Régua Viseu FA - Lusitano Vildemoinhos - Recreativa de Lamelas |

## Premier Tour
Le premier tour est constitué de 8 séries : 2 séries de 12 clubs et 6 séries de 10 clubs.
 Les 42 vainqueurs des rencontres qui ont lieu le 9, 10 et 11 septembre 2022, sont qualifiés pour le prochain tour.
| Résultats : Premier tour de la Coupe du Portugal 2022-2023. |

## Deuxième Tour
Entrée en lice des 16 clubs de Liga Portugal 2 SABSEG.
Les 46 vainqueurs des rencontres qui ont lieu le 1er et 2 octobre 2022, sont qualifiés pour les trente-deuxièmes de finale.
| Liga Portugal Bwin | Liga Portugal 2 SABSEG | Liga 3 | Campeonato de Portugal | Ligues de districts | Total  |
| ------------------ | ---------------------- | ------ | ---------------------- | ------------------- | ------ |
| Non entrée         | 16/16                  | 20/21  | 38/54                  | 18/43               | 92/152 |

| Résultats : Deuxième tour de la Coupe du Portugal 2022-2023. |

## Troisième tour
Entrée en lice des 18 clubs de Liga Portugal Bwin. Le tirage au sort est effectué le 4 octobre 2022 na Cidade do Futebol à Lisbonne.

Les 32 vainqueurs des rencontres qui ont lieu les 14, 15 et 16 octobre 2022, sont qualifiés pour les seizièmes de finale.
| Liga Portugal Bwin | Liga Portugal 2 SABSEG | Liga 3 | Campeonato de Portugal | Ligues de districts | Total  |
| ------------------ | ---------------------- | ------ | ---------------------- | ------------------- | ------ |
| 18/18              | 12/16                  | 15/21  | 16/54                  | 3/43                | 64/152 |

| Date            | Locaux                          | Score            | Visiteurs                 |
| --------------- | ------------------------------- | ---------------- | ------------------------- |
| 14 octobre 2022 | SC Olhanense (CP)               | 0-2              | Belenenses SAD (LP2)      |
| 14 octobre 2022 | Moreirense FC (LP2)             | 3-0              | UD Vilafranquense (LP2)   |
| 14 octobre 2022 | Amora FC (L3)                   | 2-3              | GD Estoril-Praia (LP)     |
| 15 octobre 2022 | GD Fontinhas (L3)               | 0-2              | FC Arouca (LP)            |
| 15 octobre 2022 | CD Nacional (LP2)               | 3-1 a. p.        | UD Oliveirense (LP2)      |
| 15 octobre 2022 | AD Sanjoanense (L3)             | 3-2 a. p.        | CF Os Belenenses (L3)     |
| 15 octobre 2022 | CF Canelas 2010 (L3)            | 1-3              | Vitória de Guimarães (LP) |
| 15 octobre 2022 | CD Trofense (LP2)               | 0-1              | FC Famalicão (LP)         |
| 15 octobre 2022 | FC Serpa (CP)                   | 0-3              | Gil Vicente FC (LP)       |
| 15 octobre 2022 | Académico de Viseu FC (LP2)     | 1-0              | Oriental (LD)             |
| 15 octobre 2022 | Imortal DC (CP)                 | 0-3              | SC Farense (LP2)          |
| 15 octobre 2022 | CD Mafra (LP2)                  | 4-2 a. p.        | CS Marítimo (LP)          |
| 15 octobre 2022 | Futebol Clube de Penafiel (LP2) | 3-3 1-2 t. a. b. | FC Vizela (LP)            |
| 15 octobre 2022 | CD Tondela (LP2)                | 2-0              | CD Santa Clara (LP)       |
| 15 octobre 2022 | Caldas SC (L3)                  | 1-1 3-5 t. a. b. | SL Benfica (LP)           |
| 16 octobre 2022 | AR São Martinho (CP)            | 0-2              | Casa Pia AC (LP)          |
| 16 octobre 2022 | CA Pêro Pinheiro (CP)           | 4-0              | SC Pombal (LD)            |
| 16 octobre 2022 | Dumiense FC (CP)                | 2-1              | Real SC (L3)              |
| 16 octobre 2022 | GD Bragança (CP)                | 0-1 a. p.        | Pevidém SC (CP)           |
| 16 octobre 2022 | FC Tirsense (CP)                | 1-4              | Leixões SC (LP2)          |
| 16 octobre 2022 | SC Vianense (CP)                | 1-2              | SC Beira-Mar (CP)         |
| 16 octobre 2022 | Valadares Gaia FC (CP)          | 3-2 a. p.        | GD Chaves (LP)            |
| 16 octobre 2022 | CD Rabo de Peixe (CP)           | 2-1              | Sertanense FC (CP)        |
| 16 octobre 2022 | Oliveira do Hospital (L3)       | 3-2 a. p.        | Rio Ave FC (LP)           |
| 16 octobre 2022 | Vilaverdense FC (L3)            | 2-0              | Portimonense SC (LP)      |
| 16 octobre 2022 | SC Courense (LD)                | 0-6              | AD Camacha (CP)           |
| 16 octobre 2022 | CDC Montalegre (L3)             | 1-3              | São João de Ver (L3)      |
| 16 octobre 2022 | AD Machico (CP)                 | 1-0              | Boavista FC (LP)          |
| 16 octobre 2022 | Vitoria Sétubal (L3)            | 2-0              | FC Paços de Ferreira (LP) |
| 16 octobre 2022 | FC Felgueiras (L3)              | 1-2              | SC Braga (LP)             |
| 16 octobre 2022 | Varzim SC (L3)                  | 1-0              | Sporting CP (LP)          |
| 16 octobre 2022 | Anadia FC (L3)                  | 0-6              | FC Porto (LP)             |

Légende : (LP) = Liga Portugal, (LP2) = Liga Portugal 2, (L3) = Liga3

Légende : (CP) = Campeonato de Portugal, (LD) = Ligues de districts

## Seizièmes de finale
Le tirage au sort est effectué le 18 octobre 2022 na Cidade do Futebol à Lisbonne.

Les 16 vainqueurs des rencontres qui ont lieu les 8, 9 et 10 novembre 2022, sont qualifiés pour les huitièmes de finale.
| Liga Portugal Bwin | Liga Portugal 2 SABSEG | Liga 3 | Campeonato de Portugal | Ligues de districts | Total  |
| ------------------ | ---------------------- | ------ | ---------------------- | ------------------- | ------ |
| 10/18              | 8/16                   | 6/21   | 8/54                   | 0/43                | 32/152 |

| Date             | Locaux                      | Score    | Visiteurs                 |
| ---------------- | --------------------------- | -------- | ------------------------- |
| 8 novembre 2022  | Vilaverdense FC (L3)        | 7-0      | Oliveira do Hospital (L3) |
| 8 novembre 2022  | Gil Vicente FC (LP)         | 1-4      | FC Arouca (LP)            |
| 8 novembre 2022  | Varzim SC (L3)              | 1-0      | São João de Ver (L3)      |
| 8 novembre 2022  | CD Mafra (LP2)              | 0-3      | FC Porto (LP)             |
| 9 novembre 2022  | Académico de Viseu FC (LP2) | 3-0      | AD Camacha (CP)           |
| 9 novembre 2022  | SC Beira-Mar (CP)           | 3-2      | Pevidém SC (CP)           |
| 9 novembre 2022  | Leixões SC (LP2)            | 3-1      | SC Farense (LP2)          |
| 9 novembre 2022  | CA Pêro Pinheiro (CP)       | 1-4      | Vitoria Sétubal (L3)      |
| 9 novembre 2022  | CD Nacional (LP2)           | 1-0      | CD Tondela (LP2)          |
| 9 novembre 2022  | CD Rabo de Peixe (CP)       | 2-0      | AD Sanjoanense (L3)       |
| 9 novembre 2022  | FC Famalicão (LP)           | 4-1      | Dumiense FC (CP)          |
| 9 novembre 2022  | Casa Pia AC (LP)            | 2-0      | Valadares Gaia FC (CP)    |
| 9 novembre 2022  | Vitória de Guimarães (LP)   | 2-1a. p. | FC Vizela (LP)            |
| 9 novembre 2022  | GD Estoril-Praia (LP)       | 0-1      | SL Benfica (LP)           |
| 10 novembre 2022 | Belenenses SAD (LP2)        | 4-0      | AD Machico (CP)           |
| 10 novembre 2022 | SC Braga (LP)               | 2-1      | Moreirense FC (LP2)       |

Légende : (LP) = Liga Portugal, (LP2) = Liga Portugal 2, (L3) = Liga3, (CP) = Campeonato de Portugal

## Huitièmes de finale
Le tirage au sort est effectué le 14 novembre 2022 na Cidade do Futebol à Lisbonne.

Les 8 vainqueurs des rencontres qui ont lieu les 10, 11 et 12 janvier 2023, sont qualifiés pour les quarts de finale.
| Liga Portugal Bwin | Liga Portugal 2 SABSEG | Liga 3 | Campeonato de Portugal | Ligues de districts | Total  |
| ------------------ | ---------------------- | ------ | ---------------------- | ------------------- | ------ |
| 7/18               | 4/16                   | 3/21   | 2/54                   | 0/43                | 16/152 |

| Date            | Locaux                      | Score       | Visiteurs                 |
| --------------- | --------------------------- | ----------- | ------------------------- |
| 10 janvier 2023 | Leixões SC (LP2)            | 1 - 2 a. p. | FC Famalicão (LP)         |
| 10 janvier 2023 | Varzim SC (L3)              | 0 - 2       | SL Benfica (LP)           |
| 11 janvier 2023 | Vilaverdense FC (L3)        | 1 - 4       | Belenenses SAD (LP2)      |
| 11 janvier 2023 | CD Nacional (LP2)           | 1 - 0       | CD Rabo de Peixe (CP)     |
| 11 janvier 2023 | SC Braga (LP)               | 3 - 2       | Vitória de Guimarães (LP) |
| 11 janvier 2023 | Académico de Viseu FC (LP2) | 2 - 0       | SC Beira-Mar (CP)         |
| 11 janvier 2023 | FC Porto (LP)               | 4 - 0       | FC Arouca (LP)            |
| 12 janvier 2023 | Vitoria Sétubal (L3)        | 0 - 1       | Casa Pia AC (LP)          |

Légende : (LP) = Liga Portugal, (LP2) = Liga Portugal 2, (L3) = Liga3, (CP) = Campeonato de Portugal

## Quarts de finale
Les 4 vainqueurs des rencontres qui ont lieu les 8 et 9 février 2023, sont qualifiés pour les demi-finales.
| Liga Portugal Bwin | Liga Portugal 2 SABSEG | Liga 3 | Campeonato de Portugal | Ligues de districts | Total |
| ------------------ | ---------------------- | ------ | ---------------------- | ------------------- | ----- |
| 5/18               | 3/16                   | 0/21   | 0/54                   | 0/43                | 8/152 |

| Date           | Locaux                      | Score              | Visiteurs            |
| -------------- | --------------------------- | ------------------ | -------------------- |
| 8 février 2023 | FC Famalicão (LP)           | 4 - 1              | Belenenses SAD (LP2) |
| 8 février 2023 | Académico de Viseu FC (LP2) | 0 - 1              | FC Porto (LP)        |
| 9 février 2023 | Casa Pia AC (LP)            | 2 - 5 a. p.        | CD Nacional (LP2)    |
| 9 février 2023 | SC Braga (LP)               | 1 - 1 5-4 t. a. b. | SL Benfica (LP)      |

Légende : (LP) = Liga Portugal, (LP2) = Liga Portugal 2

## Demi-finales
| Équipe            | Aller | Total | Retour      | Équipe        |
| ----------------- | ----- | ----- | ----------- | ------------- |
| CD Nacional (LP2) | 0 - 5 | 2 - 7 | 2 - 2       | SC Braga (LP) |
| FC Famalicão (LP) | 1 - 2 | 3 - 5 | 2 - 3 a. p. | FC Porto (LP) |

| 13 avril 2023 | CD Nacional | 0 - 5   | SC Braga                                                    | Estádio da Madeira, Funchal |  |
|               |             | (0 - 2) | 25e 53e (pen.) Račić · 45+1e Pizzi · 76e (pen.) 90+1e Banza |                             |  |

| 26 avril 2023 | FC Famalicão | 1 - 2   | FC Porto                   | Estádio Municipal 22 de Junho, Vila Nova de Famalicão |  |
|               | Penetra 37e  | (1 - 1) | 16e Marcano · 63e Martínez |                                                       |  |

| 25 avril 2023 | SC Braga                        | 2 - 2   | CD Nacional                     | Estádio Municipal de Braga, Braga |  |
|               | Račić 33e (pen.) · R. Gomes 48e | (1 - 0) | 72e Clayton · 90+3e (pen.) Dudu |                                   |  |

| 4 mai 2023 | FC Porto                                             | 3 - 2                 | FC Famalicão          | Estádio do Dragão, Porto |  |
|            | Galeno 28e (pen.) · Otávio 120+1e · Evanilson 120+4e | (1 - 1, 1 - 2, 1 - 2) | 21e Cádiz · 75e Jaime |                          |  |

## Finale
| 4 juin 2023 | SC Braga | 0 - 2   | FC Porto                           | Estádio Nacional do Jamor, Oeiras |                           |
| 18:15       |          | (0 - 0) | 53e (csc) André Horta · 81e Otávio | Arbitrage : João Pinheiro         | Arbitrage : João Pinheiro |
| 18:15       |          |         |                                    | Arbitrage : João Pinheiro         | Arbitrage : João Pinheiro |